# David Signer
David Signer (* 3. März 1964 in St. Gallen) ist ein Schweizer Ethnologe, Journalist und Schriftsteller.

## Leben
Signer studierte in Zürich und Jerusalem Ethnologie, Psychologie und Linguistik. 1994 promovierte er mit einer Kritik der Ethnopsychoanalyse. Er war Lehrbeauftragter am Ethnologischen Seminar der Universität Zürich und arbeitete mehrere Jahre im Flüchtlingswesen. Von 1997 bis 2000 unternahm er eine Feldforschung zum Thema Hexerei und traditionelle Heiler in Westafrika. 2001 hatte er eine Forschungsstelle an der Universität Zürich über Aids in Westafrika inne und leitete eine studentische Feldforschung über Aids in Dakar, Senegal. Von 2000 bis 2001 arbeitete er für das Magazin des Zürcher Tages-Anzeigers. Von 2002 bis 2008 arbeitete er als Redaktor bei der Weltwoche, seither ist er als freier Journalist und Autor tätig (Du, NZZ am Sonntag, Die Zeit, Geo). Signer lebte bis 2020 als Afrika-Korrespondent der NZZ in Dakar und berichtet seit Januar 2021 für die NZZ aus Chicago.

## Werke
In seiner Dissertation Konstruktionen des Unbewussten (1994) kritisiert Signer mit Derrida, aber auch mit Freud selbst die Ethnopsychoanalyse, insbesondere Paul Parins Werk Fürchte deinen Nächsten wie dich selbst über die Agni in der Elfenbeinküste.
Fernsteuerung (1997) besteht einerseits aus Essays, die Signers eigenen Ansatz zum Unbewussten in der Kultur radikalisieren, andererseits aus der Erzählung Das Zweikörperproblem.
Die beiden Bücher Überlebenskunst in Übergangswelten (1999) und Fluchten, Zusammenbrüche, Asyl (2000) handeln von den psychischen Problemen von Migranten. Die ethnologische Studie Die Ökonomie der Hexerei (2004) erzählt von Signers Erfahrungen rund um Hexerei in Afrika und entwirft eine Theorie über den Zusammenhang von Hexerei, Glauben, Neid, den Zwang zum permanenten ausgleichenden Verteilen und der Schwierigkeit, Geld zu sparen und zu investieren. Zu diesem Buch führten die Ethnologen Thomas Bierschenk (D) und Jürg von Ins (CH) eine kontroverse Debatte.
Grüezi – Seltsames aus dem Heidiland (2006) kombiniert Reportagen und Glossen über die Schweiz mit Fotos des Schweizer Fotografen Andri Pol. Der Roman Keine Chance in Mori (2007) handelt von einem jungen Theaterregisseur, der sich auf die Suche nach seinem in Afrika verschollenen Freund macht.
Immer wieder arbeitet Signer auch mit Künstlern zusammen: Jérémie Gindre entstand in Zusammenarbeit mit dem Genfer Künstler Jérémie Gindre (Schwabe Verlag, 2005), My Territory mit dem Fotografen Roland Iselin (Edition Fink 2006) und Weltwetter mit der Innenarchitektin Christine Moser (Brikett Verlag, 2007).
2010 erschien der Roman Die nackten Inseln, der vor allem in Westafrika und der Karibik spielt. Es geht in der Geschichte um einen Schweizer Journalisten in Dakar, der erfährt, dass er eine Tochter in Nigeria hat, deren Mutter vor kurzem gestorben ist. Er holt das Mädchen zu sich; doch wenig später verschwindet sie. Die Suche führt den Protagonisten auf die Kapverdischen Inseln.

## Buchveröffentlichungen
- 1986: Die weissen Bettler. Reiseerzählungen. Mainz: Pö a Pö Verlag.
- 1994: Konstruktionen des Unbewussten: die Agni in Westafrika aus ethnopsychoanalytischer und poststrukturalistischer Sicht. Wien: Passagen Verlag (Dissertation).
- 1997: Fernsteuerung. Kulturrassismus und unbewusste Abhängigkeiten. Wien: Passagen Verlag.
- 1999: L´économie de la sorcellerie. Abidjan: Sempervira 6 (Centre Suisse de Recherches Scientifiques).
- 1999: Hrsg. mit D. Ninck Gbeassor et al.: Überlebenskunst in Übergangswelten. Ethnopsychologische Betreuung von Asylsuchenden. Berlin: Reimer.
- 2000: Hrsg. mit D. Bazzi et al. Fluchten, Zusammenbrüche, Asyl. Fallstudien aus dem Ethnologisch-Psychologischen Zentrum in Zürich. Zürich: Argonaut.
- 2002: Hrsg. mit W. Egli und V. Saller: Neuere Entwicklungen der Ethnopsychoanalyse. Beiträge zu einer Tagung im Dezember 2001 in Zürich. Münster: Lit-Verlag.
- 2004: Die Ökonomie der Hexerei oder Warum es in Afrika keine Wolkenkratzer gibt. Wuppertal: Peter Hammer Verlag. (Frz.: Economie de la sorcellerie. Dijon: Les presses du réel. 2017).
- 2006: mit Andri Pol: Grüezi. Seltsames aus dem Heidiland. Zürich: Kontrast. (Auf Englisch: Grüezi. Strange Things in Heidiland. Zürich: Kontrast).
- 2007: mit Andrea G. Corciulo: The Nearest Faraway Place Edition Luciano Fasciati. Chur.
- 2007: Drei Erzählungen (dt./engl.). In: Roland Iselin: My Territory. Edition Fink, Zürich.
- 2007: Magie, Hexerei und der Teufelskreis der Ohnmacht. In: T. Bearth, B. Becker et al.: Afrika im Wandel. Vdf Hochschulverlag AG an der ETH Zürich.
- 2007:Keine Chance in Mori. Roman. Zürich: Salis Verlag.
- 2007: Vom November 2004 an… (Ohne Titel). In: Christine Moser: Weltwetter. Brikett Verlag, Zürich.
- 2008: Reime sind Keime. In: Jürg von Ins: Ich hab kein Wort verloren. Gedichte. Wolfbach Verlag, Zürich.
- 2008: Fußball, völkerverbindende Sprache. In: 90 Minuten. SBVV, Zürich.
- 2008: Odyssee im Wärmebad, Durst beim Reservoir, Limmat-Blues. In: Wasser Stadt. Literarische Spaziergänge entlang Zürichs Wasserwegen. Salis Verlag, Zürich.
- 2010: Die nackten Inseln. Roman. Salis Verlag, Zürich.
- 2013 Roman Signer – Reden und Gespräche. Edition Stephan Witschi, Zürich. Roman Signer – Talks and Conversations. König, Köln.
- 2013: Weniger Verbote! Mehr Genuss! Ein Aufruf gegen die Entmündigung. Berlin: Haffmans & Tokemitt 2013. ISBN 978-3-942989-35-0
- 2016: als Herausgeber: Grenzen erzählen Geschichten. Was Landkarten offenbaren. NZZ Libro, Zürich. ISBN 978-3-03810-270-0.
- 2017: Dead End. Erzählungen. Lectorbooks. Zürich.
- 2021: Afrikanische Aufbrüche. Wie mutige Menschen auf einem schwierigen Kontinent ihre Träume verwirklichen. NZZ Libro, Zürich. ISBN 978-3-907291-50-4.